# Friedrich Nasackin
Friedrich Nasackin, auch als Friedrich von Nasakin bekannt (russisch: Фридрих Оттович Насакин; * 28. Juni 1797 in Neu-Werpel, Estland; † 2. Juni 1876 in Hapsal, Estland), war ein estländischer Schriftsteller und Übersetzer.

## Herkunft und Familie
Friedrich Nasackin stammte aus dem russisch-baltischen Adelsgeschlecht Nasackin, sein Vater war der russische Kapitän Otto Friedrich Nasackin (1767–1804), der mit Gertrude von Vietinghoff (1773–1804) verheiratet war. Sein Vetter väterlicherseits war der russische Generalmajor Reinhold Johann Nasackin (Nassokin) (1787–1831). Friedrich war unverheiratet. 

## Leben
Nachdem er den häuslichen Unterricht abgeschlossen hatte, studierte er von 1814 bis 1817 an der Kaiserlichen Universität Dorpat Rechtswissenschaften und Humanismus. Dem schloss sich 1818 bis 1819 eine Studienreise nach Dänemark, den Niederlanden, Deutschland und der Schweiz an. Danach ließ er sich in Hapsal nieder und übernahm das Amt eines Gerichtsassessors am Manngericht. Diesem folgte dann eine Verwendung als Gerichtssekretär am Kreisgericht Wiek. Sein schriftstellerisches Arbeitsgebiet waren satirische Texte, Kurzgeschichten, Gedichte Übersetzungen (russisch-deutsch) und Niederschriften.

## Werke
- Russisches Hundert und Eins, enthaltend Erzählungen, Novellen, Märchen, Schilderungen russischer und morgenländischer Sitten uws. : nach russischen Originalen, Verfasser Nasakin, Stuhr, 1836, Online-Ausgabe, Münster : Univ.- und Landesbibliothek, 2011[1]
- Momus. Aus meinem Schreibpult. Ganzes und Bruchstücke (1823)
- Kleine Schriften.  Poëtischer Irrgarten (1832)[2]
- Die Tanzenden, Berlin, 1855, Deutsch, 18-19 cc.  ("Russische Zeit")
- Erinnerungen aus Livland, Tartu / Dorpat (Livland), CA Kluge, 1836, deutsch,  ("Russische Zeit")
- Grabschrift ein Prozessssüchtigen, Berlin, 1855, Deutsch,   ("Russische Zeit")
- Grosses Glück, Berlin, 1855, Deutsch,  ("Russische Zeit")
- Kleine Schriften, Tallinn / Revel (Estland), Lindforsi pärijad, 1832, Deutsch,  ("Russische Zeit")
- Theaterkritik, Berlin, 1855, Deutsch,  ("Russische Zeit")